# Història de Mali

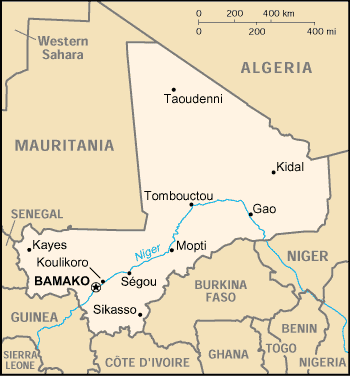
Mapa de Mali.

La història de Mali és rica i relativament coneguda. En aquestes terres van tenir lloc tres grans imperis: l'Imperi de Ghana, l'Imperi de Mali i l'Imperi Songhai. Es va convertir durant l'època de la colonització en colònia francesa, alguns anys després de la seva independència hi havia la dictadura de Moussa Traoré, finalment va conèixer un règim democràtic. La regió de Mali representa la interfície entre el nord d'Àfrica i l'Àfrica subsahariana.

## Prehistòria

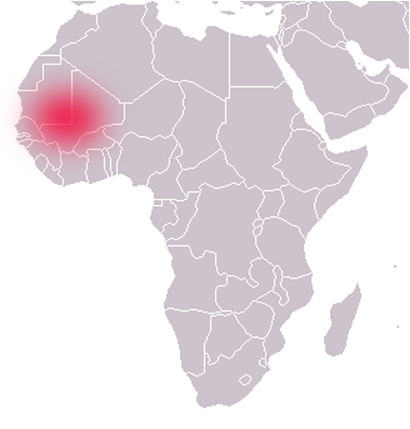
Localització de l'Imperi de Ghana a Àfrica.

Conquesta marroquina.

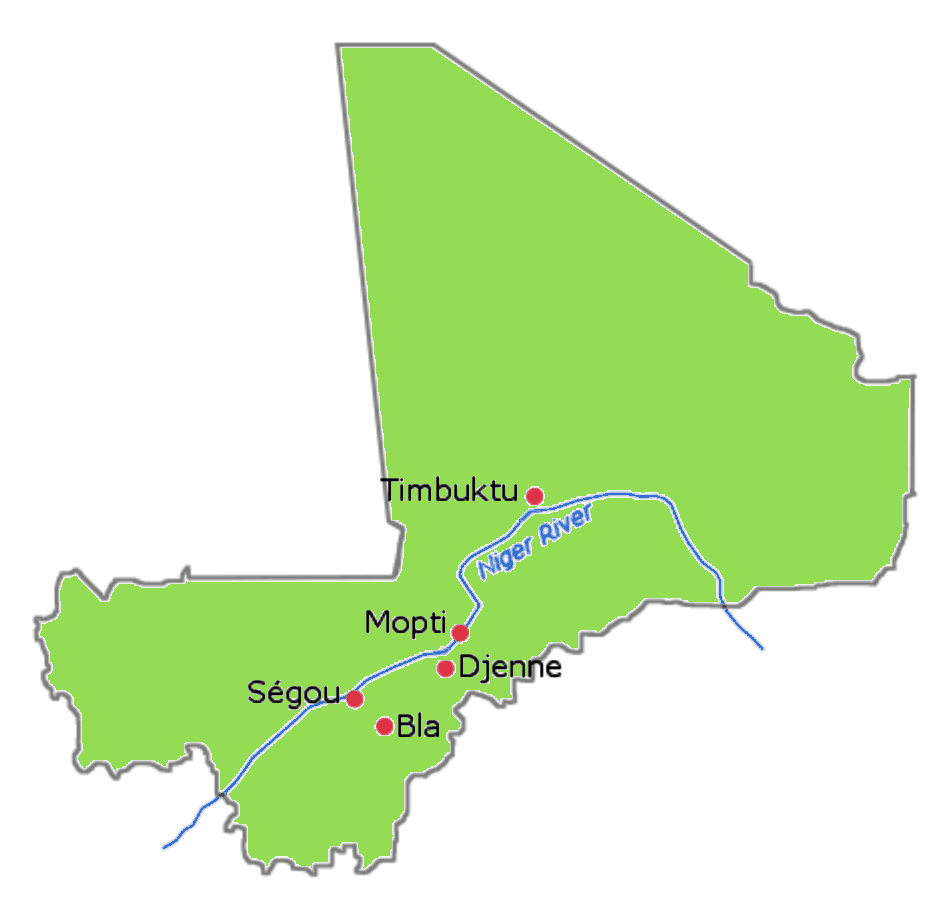
Imperi Bambara.

Les primeres empremtes humanes es remunten al segle V a.C. Durant el segle iii aC, els canvis climàtics comporten una gran afluència de població provinent del Sàhara cap a aquestes terres.

## Imperi de Ghana
També és conegut amb el nom de Ouagadou, va ser erigit pels soninkes durant el segle iv. Va ser un imperi pròsper gràcies al comerç de la sal i l'or. Aquest imperi va trobar el seu final l'any 1076 amb l'arribada de l'ètnia berber i la islamització de l'Àfrica occidental.

## Imperi de Mali
Fundat al segle xi, Sundiata Keïta el va unificar el 1222 i va proclamar la Carta de manin. Amb el regnat de Mansa Musa I va arribar el seu apogeu i el territori s'estenia en una gran regió que anava des de l'oceà Atlàntic fins al riu Níger. Aquest sobirà va ser cèlebre pel seu pelegrinatge a la Meca. El seu exèrcit es componia de 100.000 soldats. La prosperitat d'aquest imperi es va deure al comerç transsaharià de cuir, sal, or i teles. Tombuctú, Gao i Djenné van ser els centres econòmics i culturals d'aquesta civilització.

## Imperi Songhai
Va ser fundat per Sonni Ali Ber, després pel seu nebot Askia Mohammed, el seu regnat s'estén al segle xv per la major part del Mali actual. Tombuctú era la centre intel·lectual, Djenné era el centre comercial i Gao era la capital i el centre militar.
El 1591 l'imperi és gairebé totalment desmantellat per les tropes del paixà Djouder provinents del Marroc. Després es van succeir una sèrie de petits estats: El Regne bambara i el Regne bambara de Kaarta, l'Imperi peul de Macina, l'Imperi toucouleur, el Regne de Kenedugú entre d'altres.
Al segle xix els bambares i els dogon que havien resistit a la islamització fins llavors, són víctimes d'una guerra santa duta a terme pel cap musulmà Hadj Umar Tall.

## La colonització
El 1864 les tropes franceses de Louis Faidherbe vencen les de Hadj Oumar Tall a Bandiagara. Entre 1880 i 1898 Joseph Gallieni porta a terme la conquesta de la regió. La captura de Samory Touré assenyala la victòria dels francesos. Mali, amb el nom d'Alt Senegal-Níger, es va convertir, el 1895, en una colònia francesa integrada a l'Àfrica Occidental Francesa amb una part de Mauritània, Burkina Faso i Níger. Kayes va ser el centre administratiu fins al 1907, quan Bamako va passar a ser la capital. El 1920 canvia el seu nom a Sudan francès.

## Independència
Fins al final de la Segona Guerra Mundial tota activitat política va estar prohibida a la colònia. El 1946 es crea a Bamako el partit independentista per a la Reunificació Democràtica Africana (RDA). El 1956 el Sudan francès es converteix en una república autònoma de la Comunitat francesa.
El 17 de gener de 1959 s'uneix al Senegal formant la Federació de Mali que proclama la seva independència el 20 de juny del 1960. Aquesta federació esclata alguns mesos més tard i la república de Mali es proclama el 22 de setembre del 1960. El país es fa membre de l'Organització de les Nacions Unides uns dies més tard i de la Unió d'Estats Africans l'abril de l'any següent. El nacionalista africà Modibo Keïta és el primer president. El país entra llavors en el cercle d'influència soviètica.

## El cop d'estat
El novembre del 1968 el gir de la política econòmica de Modibo Keïta condueix al cop d'estat militar que porta al poder Moussa Traoré. Aquest instaura un règim autoritari que es revela capaç de resoldre els problemes econòmics del país. Mali es veu afectat per la fam del 1968 al 1974 i per les del 1983 al 1985. Entre 1985 i 1986 el país entra en guerra amb Burkina Faso, i a continuació té un contenciós territorial a la frontera d'Agacher. Després de diversos mesos de rebel·lió armada el règim cau el 26 de març del 1991.

## La democratització
Un govern provisional s'estableix per organitzar la transició. La nova constitució va ser aprovada per referèndum el 14 de febrer del 1992. Alpha Oumar Konaré és el vencedor de les primeres eleccions lliures des de la independència.
Al febrer de 1993 Moussa Traoré és condemnat a mort, serà alliberat d'aquesta condemna el 1997. Aquest mateix any Konaré serà reelegit a les eleccions del maig del 1997. El maig del 2002, el general Amadou Toumani Touré, candidat de l'oposició, és triat a la segona volta president de la república.
El govern de Mali, a causa d'afrontar diverses rebel·lions dels tuaregs producte de la repressió i la marginalitat en què aquests han estat obligats a viure, entre 1990 i 1995 es va produir una gran rebel·lió, però el 1994 amb els acords de pau el govern va assolir integrar a les seves tropes a 1.500 rebels i altres 4.860 van tornar a la vida civil. Malgrat això, els acords no van ser respectats i una nova rebel·lió es va produir entre el 2007 i el 2009 que va costar 20.000 vides al Níger i a Mali.

## Cop d'estat d'agost del 2020
El dimarts 18 d'agost del 2020 el president Ibrahim Boubacar Keita i Boubou Cisse, el primer ministre del país foren detinguts per militars rebels que rebien el suport de manifestants que feia mesos que demanaven la seva dimissió. Van ser presos al palau presidencial i van ser portats a Kati, a 15 quilòmetres de Bamako. Moussa Faki Mahamat, president de la comissió de la Unió Africana i Emmanuel Macron, president francès, han criticat aquest cop d'estat i han demanat que es tornin a posar al poder als membres del govern deposats pels rebels militars. Entre el 10 i 15 de juiol del mateix del 2020 hi va haver al Mali greus disturbis sagnants després d'una manifestació convicada pel Moviment del 5 de juny. Ja al 21 de març del 2012 hi havia hagut una rebel·lió de militars al campament de Kati degut a que el govern que hi havia en aquell moment no havia pogut frenar als rebels tuaregs ni l'arribada al país de jihadistes. Aquest anterior cop d'estat va significar la caiguda de l'ex-president Toumani Touré i que el nord del país fos ocupat per grups islamistes armats durant nou mesos fins que van ser expulsats per una intervenció armada internacional capitanejada per França el gener del 2013.
El 25 de maig de 2021, el coronel Assimi Goïta destitueix del seu càrrec el president de transició Bah N'Daw i el primer ministre de transició Moctar Ouane.
El setembre de 2021 es va signar un contracte entre l'estat de Mali i una empresa militar russa privada vinculada al grup militar rus Wagner. El document preveu el desplegament de mercenaris al país, en enllaç amb l'exèrcit de Mali, i la protecció de les persones més importants.